# Шум и крик
«Шум и крик» («Держи вора!», англ. Hue and Cry) — британский художественный фильм 1947 года, криминальная комедия киностудии «Ealing». Фильм стал первой из серии знаменитых «илинговских комедий» и рассказывает о том, как группа подростков раскрывает и обезвреживает воровскую шайку.
В 2015 году восстановленная версия фильма издана на Blu-ray Disc.

## Сюжет
Действие происходит в бедных кварталах послевоенного Лондона. Джо окончил школу и находится в поисках работы. Случайно ему попадается на глаза выпуск детективного комикса «Трамп», в котором говорится, как бандиты использовали грузовик с номером GZ 4216 для перевозки трупов в деревянных ящиках. В тот же день Джо замечает на улице грузовик с таким номером, причем оттуда также выгружают в магазин деревянные ящики. Пытаясь посмотреть, что в ящиках, и увидев там меха, Джо оказывается в полиции за попытку ограбления. Однако владелец магазина не хочет связываться с судом, и Джо отпускают. Инспектор полиции Форд рекомендует Джо своему знакомому Найтингейлу, который заведует складом, и Джо получает работу грузчика.
Тем временем Джо не даёт покоя странное совпадение, тем более что машину с таким номером в тот день видел и ещё один мальчик, записывающий все номера машин. Джо и его приятель Алек узнают имя автора истории в комиксе, выясняют его адрес и идут к нему домой. Феликс Уилкинсон читает им отрывок из продолжения истории, однако выясняется, что некоторые детали (например, названия улиц) в печатном выпуске изменены. Джо и Алек убеждают Уилкинсона, что кто-то использует его истории как шифровки для тайных указаний бандитам. Однако Уилкинсон слишком испуган и запрещает мальчикам обращаться в полицию.
Из следующего выпуска комикса ребята узнают, что вечером должен быть ограблен крупный магазин «Ричи». Они анонимно сообщают в полицию о готовящемся ограблении, и сами также прячутся в магазине перед его закрытием. Бандиты, однако, узнают о засаде и не появляются. Ребята и полицейские принимают друг за друга за воров и устраивают потасовку, а потом Джо и компании приходится убегать через канализационные ходы под землёй.
Джо знакомится с Норманом, работающим в «Трампе», и узнаёт, что рукопись Уилкинсона всегда приносит в журнал сотрудница Рона Дэвис, причём это происходит с опозданием на несколько дней. Ребята выслеживают Рону и связывают её в её доме. Джо звонит инспектору Форду, однако, пока он ждёт у телефонной будки, сам Форд появляется и увозит Рону. Джо, который не видел приезда Форда, не знает, что тот связан с бандитами. Один из мальчиков незамеченным цепляется за машину Форда и узнаёт, что все награбленные товары бандиты планируют перевести на склад «Балладрз Уорф».
Джо и Норман уговаривают Уилкинсона, используя бандитский код, сообщить всем ворам, что на следующий день объявляется общий сбор в «Балладрз Уорф». Джо делится своей придумкой с Найтингейлом, но когда тот уезжает, видит, что у него номер машины, на котором, согласно комиксу, должен ездить главарь шайки. Поняв, что Найтингейл и есть главарь, Джо быстро подменяет текст в комиксе, и на следующее утро все бандиты приходят на склад самого Найтингейла. На призыв Джо и его друзей откликаются все окрестные мальчишки, которые сотнями сбегаются к складу и к приходу полиции захватывают бандитов. Джо же удаётся задержать пытавшегося сбежать Найтингейла.

## В ролях
| Актёр         | Роль                   |
| ------------- | ---------------------- |
| Гарри Фоулер  | Джо Кёрби              |
| Аластер Сим   | Феликс Уилкинсон       |
| Джек Уорнер   | Найтингейл («Соловей») |
| Джек Ламберт  | инспектор Форд         |
| Валери Уайт   | Рона Дэвис             |
| Иан Доусон    | Рона Дэвис             |
| Джоан Доулинг | Клэри                  |

## История
Вышедший в начале 1947 года, фильм «Шум и крик» стал первой комедией студии «Ealing», которая в тот период ассоциировалась в основном с военными фильмами. Через несколько лет, однако, студия стала знаменита именно своими комедиями. За счёт того, что действие разворачивается в основном на улицах города, фильм напоминает произведения итальянских неореалистов, таких как Витторио Де Сика и Чезаре Дзаваттини.